# Iwan Gurjewitsch Rufanow
Iwan Gurjewitsch Rufanow (russisch Иван Гурьевич Руфанов, wiss. Transliteration Ivan Gurjevič Rufanov; * 3. Januarjul. / 15. Januar 1884greg. in Pereslawl-Salesski, Gouvernement Moskau, Russisches Kaiserreich; † 15. Juni 1964 in Moskau, UdSSR)
war ein sowjetischer Chirurg. Er lieferte bedeutende Arbeiten auf den Gebieten Pharmakologie, klinischer Befund und Behandlung von Tetanus und Sepsis.  Er erhielt den Leninorden, zweimal den Orden des Roten Banners der Arbeit und der Medaille „Für heldenmütige Arbeit im Großen Vaterländischen Krieg 1941–1945“.

## Leben

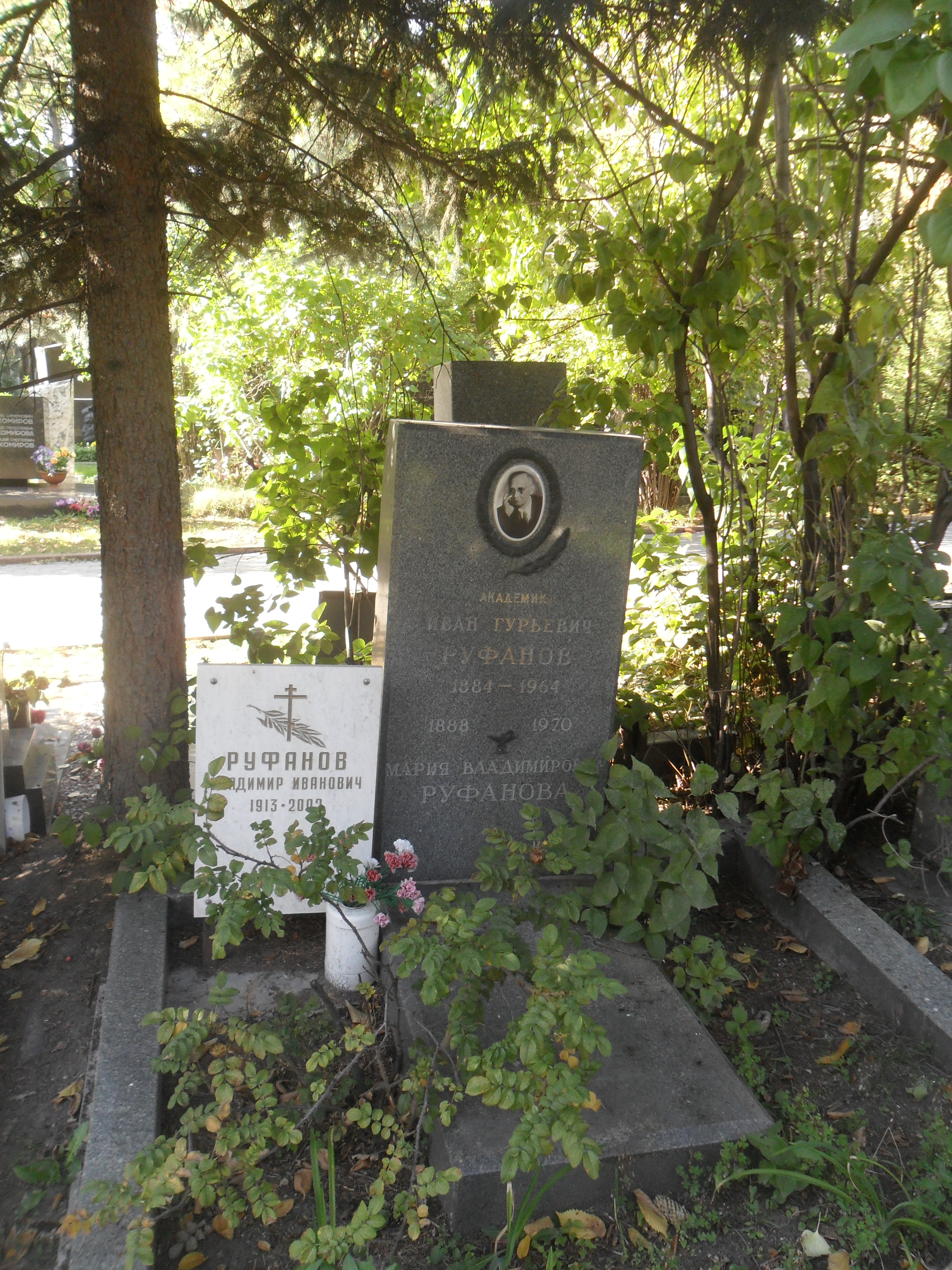
Das Grab auf dem Moskauer Nowodewitschi-Friedhof

Iwan Gurjewitsch Rufanow wurde am  15. Januar 1886 in einer finanzschwachen kinderreichen Arztfamilie geboren. Er verbrachte seine Kindheit und Schulzeit im nordöstlich von Moskau gelegenen Pereslawl-Salesski. 1905 ging er zur medizinischen Fakultät der Moskauer Universität (jetzt Lomonossow-Universität Moskau), nach dem Abschluss des Studiums an das Stift in Pereslawl-Salesski und Wladimir. 1911 beendete er die Universität und arbeitete als Ordinator bei der chirurgischen nosokomialen Klinik unter Leitung von Professors Alexei Martynow. 1914 ist er als Kriegsfreiwilliger im Ersten Weltkrieg eingetreten. Von 1914 bis 1918 arbeitete als Chirurg. 1924 stellte Rufanow seine Dissertation Pankreatitis aufgrund von Erkrankungen der Gallenwege fertig.
1930 leitete er das Institut für Allgemeinchirurgie der N. I. Pirogow Russischen Staatlichen Medizinischen Universität. 1938 wurde er stellvertretend Leiter der Hauptabteilung der Bildungseinrichtungen des Volkskommissars für Gesundheit der UdSSR. Im Zweiten Weltkrieg arbeitete er als Chef-Chirurg bei der Hauptverwaltung der vorgeschobenen Kriegslazarettes. Seit 1943 begann er zum ersten Mal in der Sowjetunion die Penicillin in der Praxis zu anwenden.
Anfang der 1950er Jahre war Rufanow Dekan für Medizinischen Fakultät der Moskauer Universität. 1956 organisierte Rufanow am Botkin-Krankenhaus ein Labor für die klinische Erprobung von Antibiotika. 1956 wurde er zum Akademiemitglied der Akademie der Heilwissenschaften gewählt.
Rufanow wurde auf dem Moskauer Nowodewitschi-Friedhof  im Juni 1964 begraben.